# Елџин (Орегон)
Елџин (енгл. Elgin) град је у америчкој савезној држави Орегон.

## Демографија
По попису из 2010. године број становника је 1.711, што је 57 (3,4%) становника више него 2000. године.
| Група             | 2000.         | 2010.         |
| Белци             | 1.590 (96,1%) | 1.594 (93,2%) |
| Афроамериканци    | 1 (0,1%)      | 3 (0,2%)      |
| Азијати           | 1 (0,1%)      | 3 (0,2%)      |
| Хиспаноамериканци | 22 (1,3%)     | 56 (3,3%)     |
| Укупно            | 1.654         | 1.711         |